# 上清寺街道
上清寺街道，是中华人民共和国重庆市渝中區下辖的一个乡镇级行政单位。

## 行政区划
上清寺街道下辖以下地区：
桂花园社区、春森路社区、新都巷社区、学田湾社区、美专校社区、嘉西村社区和曾家岩社区。